# ケビン・シビージェ
ケビン・レオネル・シビージェ（Kebin Leonel Sibille、1998年9月15日 - ）は、アルゼンチン・ブエノスアイレス出身のサッカー選手。SDポンフェラディーナ所属。ポジションはDF。

## クラブ経歴
2017年10月29日、CAタジェレス戦にて、CAリーベル・プレートでのプロデビューを果たした。
2020年10月6日、渡西してバレンシアCF・メスタージャに加入した。同シーズン中の1月7日、コパ・デル・レイのイェクラーノ・デポルティーボ戦にて先発フル出場したことで、バレンシアのトップチーム初出場を記録した 。
2021年7月24日、プリメーラ・ディビシオンRFEFのCDカステリョンに1シーズンの契約でレンタル移籍をした。
2022年6月18日、CDアトレティコ・バレアレスに2年契約で移籍した。